# Erdweg
Erdweg er en kommune i Landkreis Dachau, der ligger i Regierungsbezirk Oberbayern i den tyske delstat Bayern og har knap 5.600 indbyggere. Den ligger nordvest for Dachau.

## Geografi
Kommunen har 18 landsbyer og bebyggelser
| - Erdweg - Altstetten - Bogenried - Brand - Eisenhofen - Großberghofen | - Großberghofen-Siedlung - Guggenberg - Happach - Hof - Kleinberghofen - Langengern | - Oberhandenzhofen - Petersberg - Schluttenberg - Unterweikertshofen - Walkertshofen - Welshofen |